# Михайло Стрільбицький
Михайло Стрільбицький   (1728 рік, Миргород, Полтавського полку - 1807 рік, Могилів-Подільський) - протопіп в князівстві Молдавському.

## Біографія

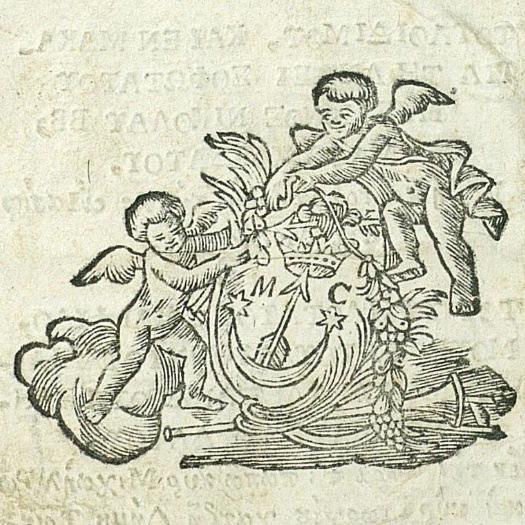

Народився в сім'ї священика у 1728 році, в місті Миргород, Полтавського полку  Гетьманщини  . Належав до роду Стрельбицького, який має давнє шляхетсько - козацьке походження, відомий на Русі з часів Галицько-Волинського князівства.
Первинне навчання здобув вдома, в подальшому навчався в Києво-Могилянській академії. 
В середині XVIII століття жив і працював в місті Ясси, де разом з сином Полікарпом відкрив «Нову друкарню», в якій друкували книги на церковнослов'янською, руською мовою, грецькому, російською, молдавською та іншими мовами. У 1789 році в ній був надрукуваний слов'яно-молдавський словник, публікувалися календарі та інша перекладна література. 
Брав активну участь у війні з турками під час штурму турецької фортеці Ізмаїл у 1790 році , перебуваючи в козацькому війську.
У 1792 році разом з друкарнею переїхав в місто Дубоссари, де у 1794 році були надруковані «Буквар, або Початкове навчання бажаючим вчитися книг лист слов'янських» і «Часослов». Вперше в Молдові Стрельбицький став застосовувати російський цивільний шрифт замість церковнослов'янської мови. 
В кінці життя переїхав до Могилева Подільської губернії. Його батько був братом лохвицького військового товариша Стефана Васильовича Стрельбицького - діда відомого географа і картографа - Івана Опанасовича Стрельбицького .
16 травня 1792 року імператриця Катерина II підписала Указ про призначання йому пенсії в триста рублів.
Помер в 1807 році в Могилеві Подільської губернії.

## Книги та гравюри Михайла Стрільбицького
- М. Стрельбицький. Монограма Митрополита Гавриїла, в книзі «Катавасіер», 1778 [Архівовано 23 червня 2015 у Wayback Machine.]